# Hugh Steinmetz
Hugh Steinmetz (født 15. februar 1943) er trompetist og komponist. Dannede sammen med Franz Beckerlee Contemporary Jazz Quartet i 1960, dette er den første dansk freejazzgruppe. Hugh Steimetz var i 1967 med til dannelsen Cadentia Nova Danica. Har spillet sammen med bl.a. Pierre Dørge, Flemming Quist Møller og Holger Laumann. Han spiller i dag med i bl.a. Ole Koch Hansens A Very big band. 